# Starina-Stausee
Starina (slowakisch Vodná nádrž Starina) ist ein Stausee in der Nordostslowakei nördlich des Ortes Stakčín in den Waldkarpaten. Der Stausee liegt am Fluss Cirocha innerhalb des Nationalparks Poloniny und wurde von 1981 bis 1988 ausgebaut. Er hat auf einer Fläche von 311 ha eine Füllmenge von 59,8 Mio. m³ Wasser und ist ein wichtiger Wasserspeicher für die Ostslowakei, hauptsächlich für die Städte Prešov und Košice. Die Fernwasserleitung erreicht eine Länge von 134,5 Kilometer. Der größte Teil des Ortes Starina – heute noch Ortsteil von Stakčín – wurde infolge des Staudammbaus überschwemmt. Starina gab dem Stausee seinen Namen. Die sechs oberhalb des Stausees gelegenen Dörfer Dara, Ostružnica, Smolník, Ruské, Veľká Poľana und Zvala wurden als Trinkwasserschutzgebiet ausgewiesen und deshalb ebenfalls entsiedelt. Insgesamt wurden 3463 Einwohner umgesiedelt und 769 Häuser abgerissen.